# Gud, bevar tsaren!
"Gud, bevar tsaren!" (russisk: "Боже, Царя храни!", tr. "Bozje, Tsarja khrani") var nationalsangen for Det Russiske Kejserrige. Sangen blev valgt som nationalmelodi efter en konkurrence i 1833. Komponisten var violinisten Alexej Lvov, og teksten blev skrevet af digteren Vasilij Zjukovskij. Sangen var nationalmelodien frem til den Russiske Revolution i 1917.

## Teksten
Russisk
Боже, Царя храни!

Сильный, державный,

Царствуй на славу, на славу нам!

Царствуй на страх врагам,

Царь православный!

Боже, Царя храни!
Dansk;
Gud, bevar tsaren!

Stærk, og selvstændig,

Hersk for æren, for vores ære!

Hersk til fjenders frygt,

Ortodokse tsar!

Gud, bevar tsaren!